# Lally Basino Buendía
Lally Basino Buendía (n. 4 de octubre de 1980, Parañaque), conocida artísticamente como Domino. Es una cantautora filipina de género rock y pop hermana menor del cantante Ely Buendía.

## Biografía
Lally Buendía o Domino, nació el 4 de octubre de 1980, es la hermana menor de Ely Buendia (vocalista y guitarrista), exintegrante de las reconocidas bandas del género rock como Eraserheads, Pupil y The Oktaves. Domino lanzó su primer álbum debut titulado "Fair Tales" o "Cuentos de Feria" bajo el sello discográfico de Viva Records en el 2003. Más adelante decide incursionar en el género del pinoy rock en algún momento de su vida universitaria.

## Carrera
Durante un concierto celebrado a favor de un beneficio a la comunidad, organizado el 28 de abril de 2003, ese mismo día ella se presentó con su banda musical. Su hermano, Ely Buendía, también compartió los escenarios con ella en este concierto. Más adelante se dio a  conocer con temas musicales como "ojos de gato", "provocarme" y una nueva canción cantada en francés. Todas estas fueron incluidas en su primer disco titulado "Fair Tales" o "Cuentos de Feria". Aunque este álbum al principio tuvo menos resultados dentro de la industria musical de Filipinas, aunque siendo la hermana del icono del rock, Ely Buendía, no se dio por vencida para continuar con su carrera musical.
Ella utilizó su nombre artístico como Domino desde entonces, se demostró ser optimista y confiada en sí misma para lograr sus posibilidades de llegar a un público más amplio. Más adelante firmó su primer contrato bajo el sello MCA Music, uno de los más grandes de Filipinas en la que logra impulsar para lanzar su nuevo álbum al éxito.
También Domino firmó contrato con la grabación de MCA, ese mismo día en la que fue registrada la banda de su hermano llamada, Pupil. 

## Filmografía

### Escritor
| Título         | Año  |
| -------------- | ---- |
| Walang Kapalit | 2003 |
| Boso           | 2008 |

## Discografía
| Artista | Álbum  | Pista | Año  | Reconocimiento  |
| ------- | ------ | --- | ---- | --------------- |
| Domino  | Mantis | I Love You, But I'm Driving His Song Veil I Die Each Time Eight Days Fairchild Oath This Furious Now To Thunder Dites-Moi | 2013 | MCA Music, Inc. |

## Sitios
- Domino's Facebook Page
- Domino's Twitter account
- Domino's Instragram account

- Datos: Q24955490